# (39691) 1996 RR31
(39691) 1996 RR31 è un asteroide troiano di Giove del campo greco. Scoperto nel 1996, presenta un'orbita caratterizzata da un semiasse maggiore pari a 5,244340 UA e da un'eccentricità di 0,090456, inclinata di 2,353100° rispetto all'eclittica. Ha un diametro di 11,982 km e un'albedo di 0,112.